# Pseudocythere norvegica
Pseudocythere norvegica är en kräftdjursart som beskrevs av John Horne 1986. Pseudocythere norvegica ingår i släktet Pseudocythere, och familjen Bythocytheridae. Arten har ej påträffats i Sverige.